# Karel III van Savoye
Karel III van Savoye bijgenaamd de Goede (Chazey-sur-Ain, 10 oktober 1486 - Vercelli, 17 augustus 1553) was van 1504 tot aan zijn dood hertog van Savoye en titulair koning van Cyprus en Jeruzalem. Hij behoorde tot het huis Savoye.

## Levensloop
Karel III was de oudste zoon van hertog Filips II van Savoye en diens tweede echtgenote Claudine, dochter van Jan II van Brosse, graaf van Penthièvre. 
In 1504 volgde hij zijn overleden halfbroer Filibert II op als hertog van Savoye. Hierdoor erfde hij eveneens de titelvoerende functies van koning van Cyprus en koning van Jeruzalem.
Als reactie op het oproer tussen katholieken en protestanten in Genève lanceerde Karel in juli 1534 een verrassingsaanval op de stad, maar zijn leger werd teruggeslagen. In oktober 1535 begon hij een tweede belegering, maar ditmaal werden zijn legers verslagen door troepen uit de stad Bern, die Genève ter hulp schoten.
In de Italiaanse Oorlogen koos hij de zijde van keizer Karel V, die het opnam tegen koning Frans I van Frankrijk. In 1536 vielen de legers van Frans I Savoye binnen, waarna de meeste gebieden tot in 1559 onder Franse controle bleven. Ook kwamen er bepaalde delen van Savoye in de handen van het Oude Eedgenootschap terecht. Karel III leefde tot aan zijn dood in 1553 in ballingschap.

## Huwelijk en nakomelingen
Op 8 april 1521 huwde Karel III met Beatrix (1504-1538), dochter van koning Emanuel I van Portugal. Ze kregen negen kinderen:
- Adriaan (1522-1523)
- Lodewijk (1523-1536)
- Emanuel Filibert (1528-1580), hertog van Savoye
- Catharina (1529-1536)
- Maria (1530-1531)
- Isabella (1532-1533)
- Emanuel (1533), jong gestorven
- Emanuel (1534), jong gestorven
- Johannes (1537-1538)

## Voorouders
| Voorouders van Karel III van Savoye (1486-1553) | Voorouders van Karel III van Savoye (1486-1553)                        | Voorouders van Karel III van Savoye (1486-1553)                        | Voorouders van Karel III van Savoye (1486-1553)                   | Voorouders van Karel III van Savoye (1486-1553)                   | Voorouders van Karel III van Savoye (1486-1553)                   | Voorouders van Karel III van Savoye (1486-1553)                   | Voorouders van Karel III van Savoye (1486-1553)                   | Voorouders van Karel III van Savoye (1486-1553)                   |
| ----------------------------------------------- | ---------------------------------------------------------------------- | ---------------------------------------------------------------------- | ----------------------------------------------------------------- | ----------------------------------------------------------------- | ----------------------------------------------------------------- | ----------------------------------------------------------------- | ----------------------------------------------------------------- | ----------------------------------------------------------------- |
| Overgrootouders                                 | Amadeus VIII van Savoye (1383-1451) ∞ Maria van Bourgondië (1380-1422) | Amadeus VIII van Savoye (1383-1451) ∞ Maria van Bourgondië (1380-1422) | Janus van Cyprus (1375-1432) ∞ Charlotte van Bourbon (1388–1422)  | Janus van Cyprus (1375-1432) ∞ Charlotte van Bourbon (1388–1422)  | Jan I van Brosse (1375-1433) ∞ Jeanne de Naillac (-)              | Jan I van Brosse (1375-1433) ∞ Jeanne de Naillac (-)              | Karel van Châtillon (-) ∞ Isabeau de Vivonne (-)                  | Karel van Châtillon (-) ∞ Isabeau de Vivonne (-)                  |
| Grootouders                                     | Lodewijk van Savoye (1413-1465) ∞ Anna van Lusignan (1418-1462)        | Lodewijk van Savoye (1413-1465) ∞ Anna van Lusignan (1418-1462)        | Lodewijk van Savoye (1413-1465) ∞ Anna van Lusignan (1418-1462)   | Lodewijk van Savoye (1413-1465) ∞ Anna van Lusignan (1418-1462)   | Jan II van Brosse (1423–1485) ∞ Nicole van Châtillon (1424–)      | Jan II van Brosse (1423–1485) ∞ Nicole van Châtillon (1424–)      | Jan II van Brosse (1423–1485) ∞ Nicole van Châtillon (1424–)      | Jan II van Brosse (1423–1485) ∞ Nicole van Châtillon (1424–)      |
| Ouders                                          | Filips II van Savoye (1438-1497) ∞ Claudia van Brosse (1450-1513)      | Filips II van Savoye (1438-1497) ∞ Claudia van Brosse (1450-1513)      | Filips II van Savoye (1438-1497) ∞ Claudia van Brosse (1450-1513) | Filips II van Savoye (1438-1497) ∞ Claudia van Brosse (1450-1513) | Filips II van Savoye (1438-1497) ∞ Claudia van Brosse (1450-1513) | Filips II van Savoye (1438-1497) ∞ Claudia van Brosse (1450-1513) | Filips II van Savoye (1438-1497) ∞ Claudia van Brosse (1450-1513) | Filips II van Savoye (1438-1497) ∞ Claudia van Brosse (1450-1513) |